# 405

## Събития

### Според мястото

#### Западна Римска империя
- По заповед на Стилихон Сибилинските книги са изгорени.
- Император Хонорий забранява гладиаторските борби в Колизеума.

## Родени
- Рицимер, magister militum на Западната Римска империя

## Починали
- Мойсей Мурин, светец